# Schronisko obok Ruin Zamku w Ogrodzieńcu Trzecie
Schronisko obok Ruin Zamku w Ogrodzieńcu Trzecie – jaskinia na Górze Janowskiego we wsi Podzamcze, w województwie śląskim, w powiecie zawierciańskim, w gminie Ogrodzieniec. Znajduje się w lesie, w niewielkiej skałce pomiędzy Zamkiem Ogrodzieniec a dużymi skałami na wschód od hotelu na szczycie Góry Janowskiego, która jest najwyższym wzniesieniem Wyżyny Krakowsko-Częstochowskiej.

## Opis obiektu
Schronisko znajduje się w odległości około 35 m na północ od skały Wielka i Mała Cima na Górze Janowskiego i 80 m na południowy wschód od południowego narożnika murów zamkowych. Jest dwuczęściowe. Główna część to duża nyża o otworze wychodzącym na prawie płaskie w tym miejscu zbocze Góry Janowskiego i wysokości większej od wysokości człowieka. W odległości 7,5 m na wschód jest drugą część. Jest to lekko opadający, ciasny i niski korytarzyk kończący się na prostopadłej szczelinie.
Schronisko powstało w późnojurajskich wapieniach skalistych. Ma silnie skorodowane ściany z dużą ilością wysuszonych grzybków naciekowych. Główna komora jest widna w całości, ale mroczna. Na jej ścianach rozwijają się glony. Namulisko jest próchniczno-skaliste. Wewnątrz obserwowano muchówki i pająki z rodzaju sieciarz (Meta).
Obok schroniska biegnie Szlak Orlich Gniazd. Schronisko jest bardzo dobrze znane i często odwiedzane. Świadczą o tym duże ilości śmieci w jego wnętrzu. Po raz pierwszy wymienili go M. Szelerewicz i A. Górny w 1986 roku. Plan wykonał A. Polonius w 2010 r.

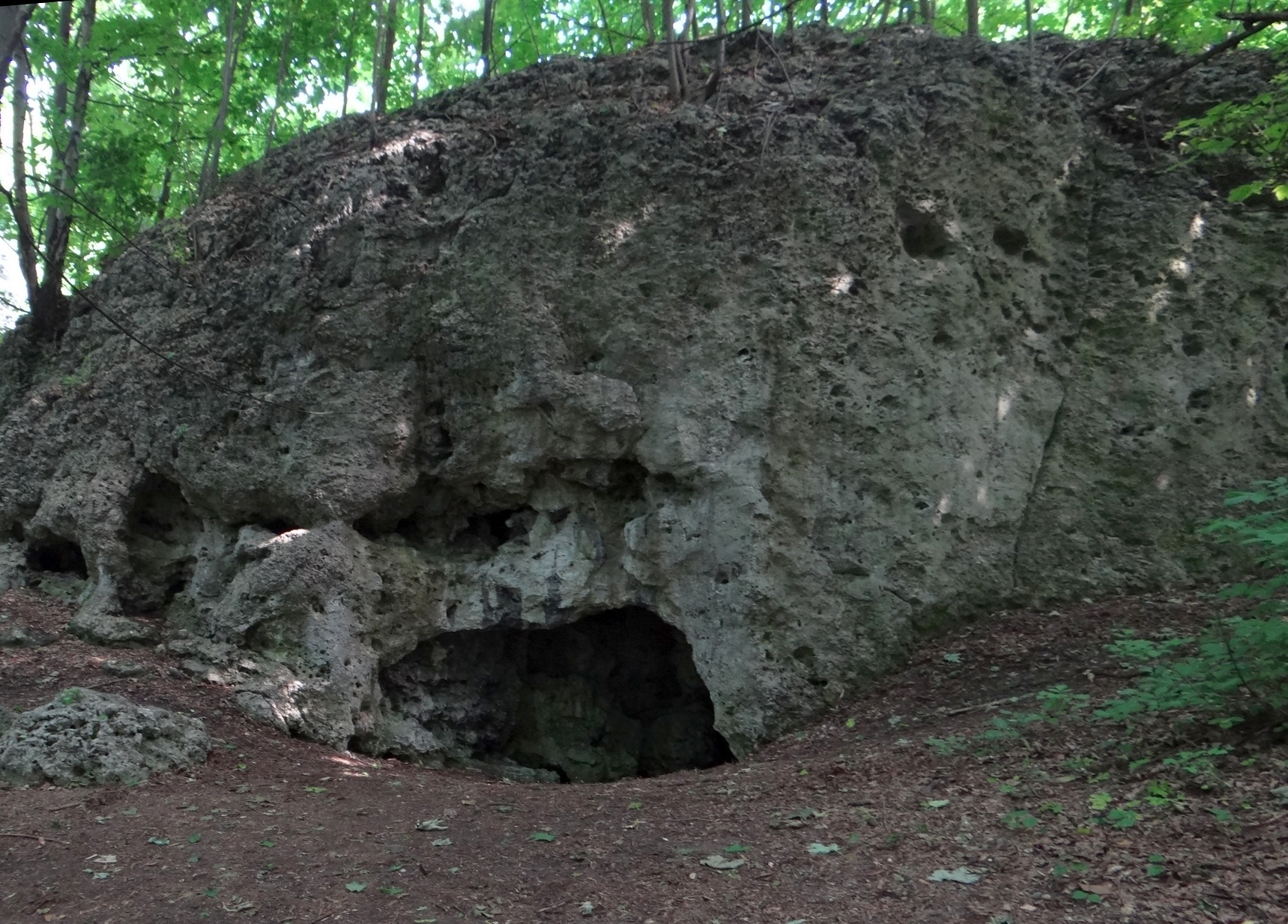
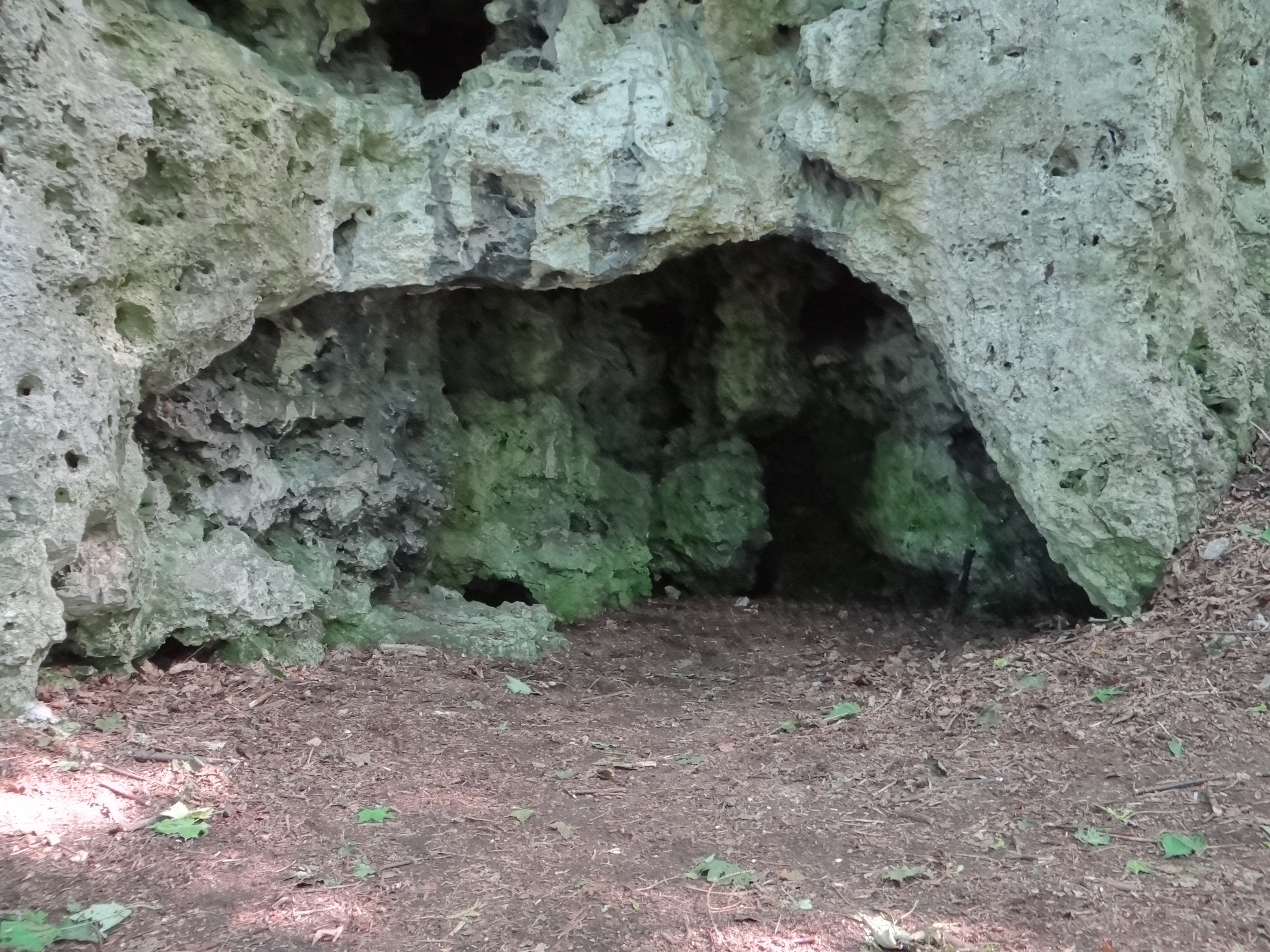
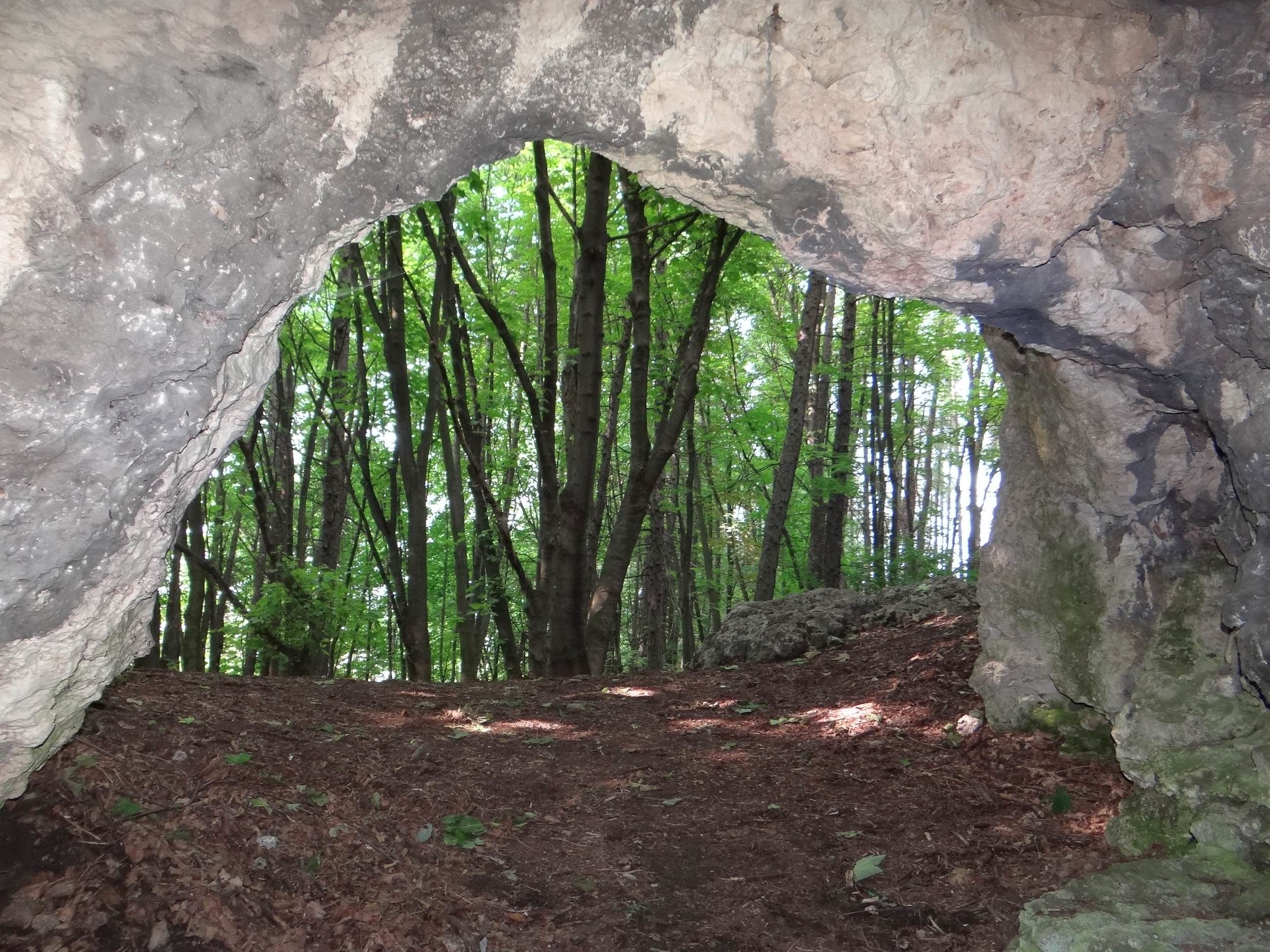